# Anomis flava
Anomis flava är en fjärilsart som beskrevs av Fabricius 1775. Anomis flava ingår i släktet Anomis och familjen nattflyn. Inga underarter finns listade i Catalogue of Life.

## Bildgalleri

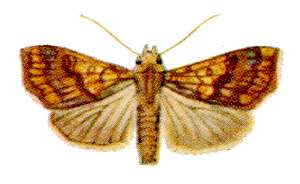
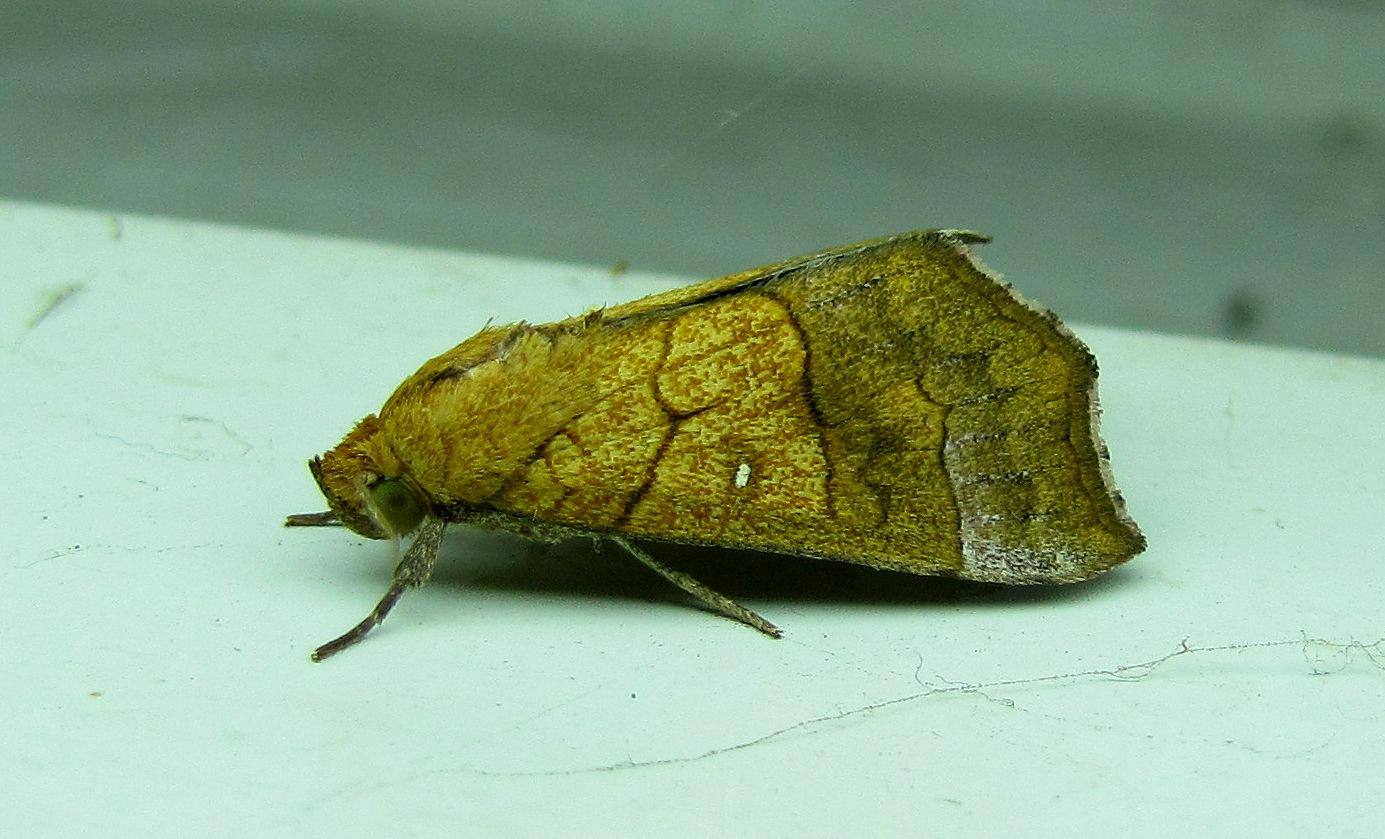
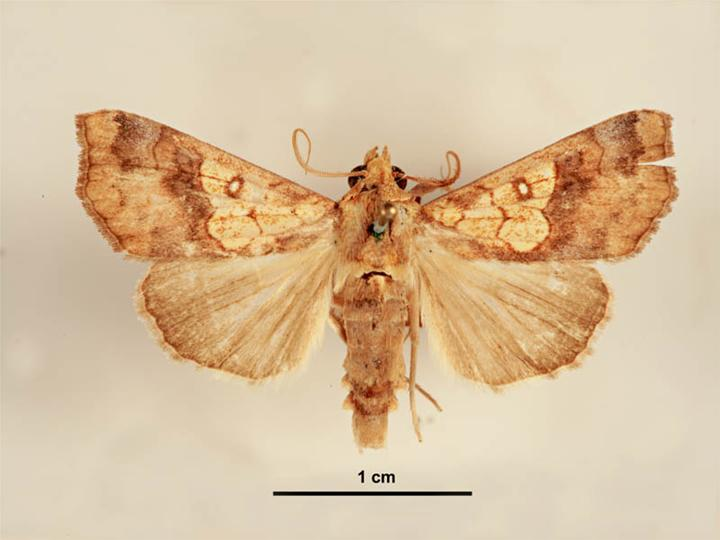
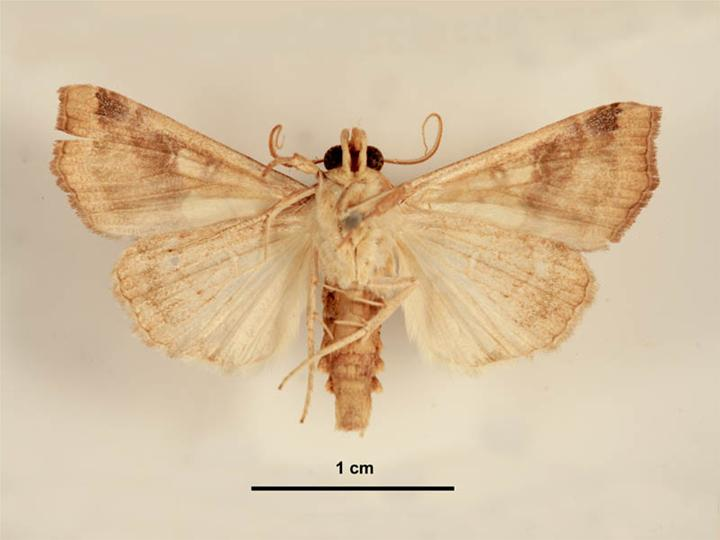
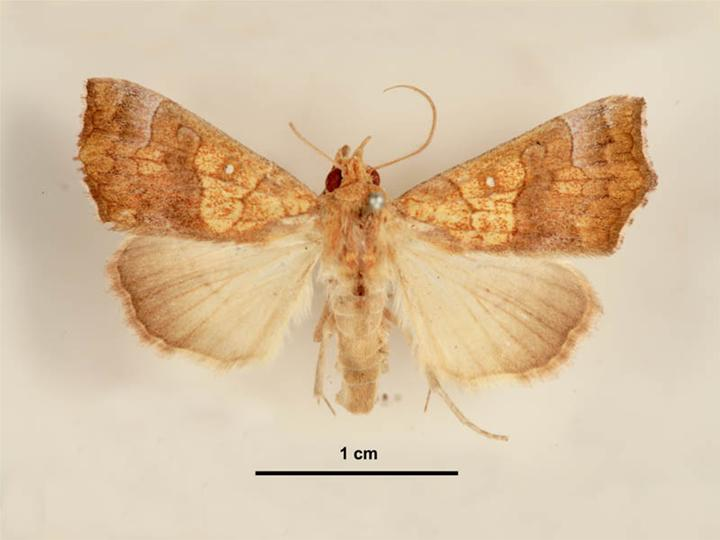
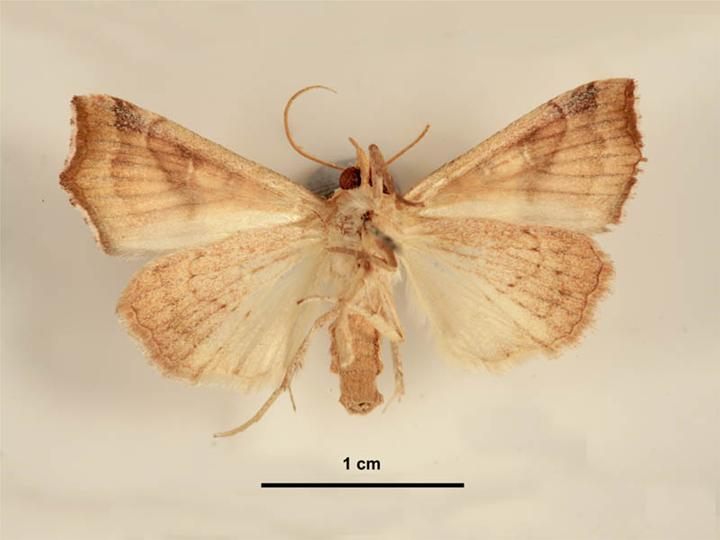